# Pizzo d'Erna
Il Pizzo d'Erna è una montagna delle Prealpi Bergamasche Occidentali facente parte del gruppo del Resegone, posta nel territorio del comune di Lecco. L'altitudine massima è di 1375 m s.l.m. e sulla sommità è presente l'altopiano dei Piani d'Erna, raggiungibile da una funivia che parte dalla località lecchese di Versasio.

## Geografia

### Territorio
Il Pizzo d'Erna confina a nord con una grande conca a forma di sedia (chiamata cadrega, appunto "sedia" in lingua lombarda) formatasi in seguito al distaccamento di una frana in tempi preistorici in cui transita una funivia, a ovest con il quartiere di Acquate, a est con il Resegone, a sud con la Val Comera. Tutti i suoi versanti, eccetto quello orientale cosparso di boschi e lievi pendii erbosi, presentano scoscese pareti percorribili solo da alpinisti con un certo livello di esperienza.
Il punto più alto del Pizzo d'Erna, un caratteristico sperone che si slancia verso ovest dalle pendici nord-occidentali del monte Resegone raggiungibile tramite una via che parte dall'arrivo della funivia dei Piani d'Erna. Altri sentieri invece partono dalla località Malnago e raggiungono la sommità passando per i versanti meridionale e nord-occidentale. La via ferrata Gamma 1, inoltre, percorre lo sperone occidentale e porta direttamente in vetta. Dal punto di vista alpinistico, le sue pareti (parete Stoppani, Grande Dalle, parete ovest) offrono numerose vie di arrampicata sportiva e tradizionale.
Dal punto di vista geologico al contrario del vicino Resegone, e come tutte le altre montagne immediatamente antistanti Lecco (Monte San Martino e Corno Medale), il Pizzo d'Erna è formato dal calcare di Esino.

## Storia

### L'origine del nome
Si pensa che la parola Erna derivi dal latino vernus (primaverile), ad indicare un luogo adibito ai pascoli primaverili, oppure da una parola celtica che indica un luogo ricco di ontani.

### Il rastrellamento d'Erna
Nel corso della seconda guerra mondiale in seguito al proclama di armistizio dell'8 settembre 1943 nella località dei Piani d'Erna iniziarono a costituirsi i primi gruppi di opposizione armata alla Repubblica Sociale Italiana. Nell'arco di pochi mesi, tra il 16 e il 17 ottobre 1943 iniziarono quindi le operazioni di rastrellamento ad opera di tremila Alpenjäger, che dotati di artiglieria occuparono la Valsassina, chiudendo tutti gli sbocchi alle vallate che scendevano verso il lago. Nel pomeriggio del 18 ottobre 1943 le SS tedesche occuparono i quattro versanti del Pizzo d'Erna saccheggiando e incendiando tutte le baite e i fienili situati lungo il percorso e danneggiando seriamente con l'artiglieria tutti i rifugi presenti ai Piani d'Erna. Durante il rastrellamento furono uccisi due ex prigionieri alleati, un francese e un rumeno, e un abitante di Primaluna, mentre quattro partigiani furono catturati: due fucilati a Germanedo e gli altri due sepolti nel cimitero di Acquate. I partigiani sopravvissuti al rastrellamento fuggirono a Santa Brigida, in Val Brembana, proseguendo la resistenza.

## Economia e infrastrutture

### Turismo

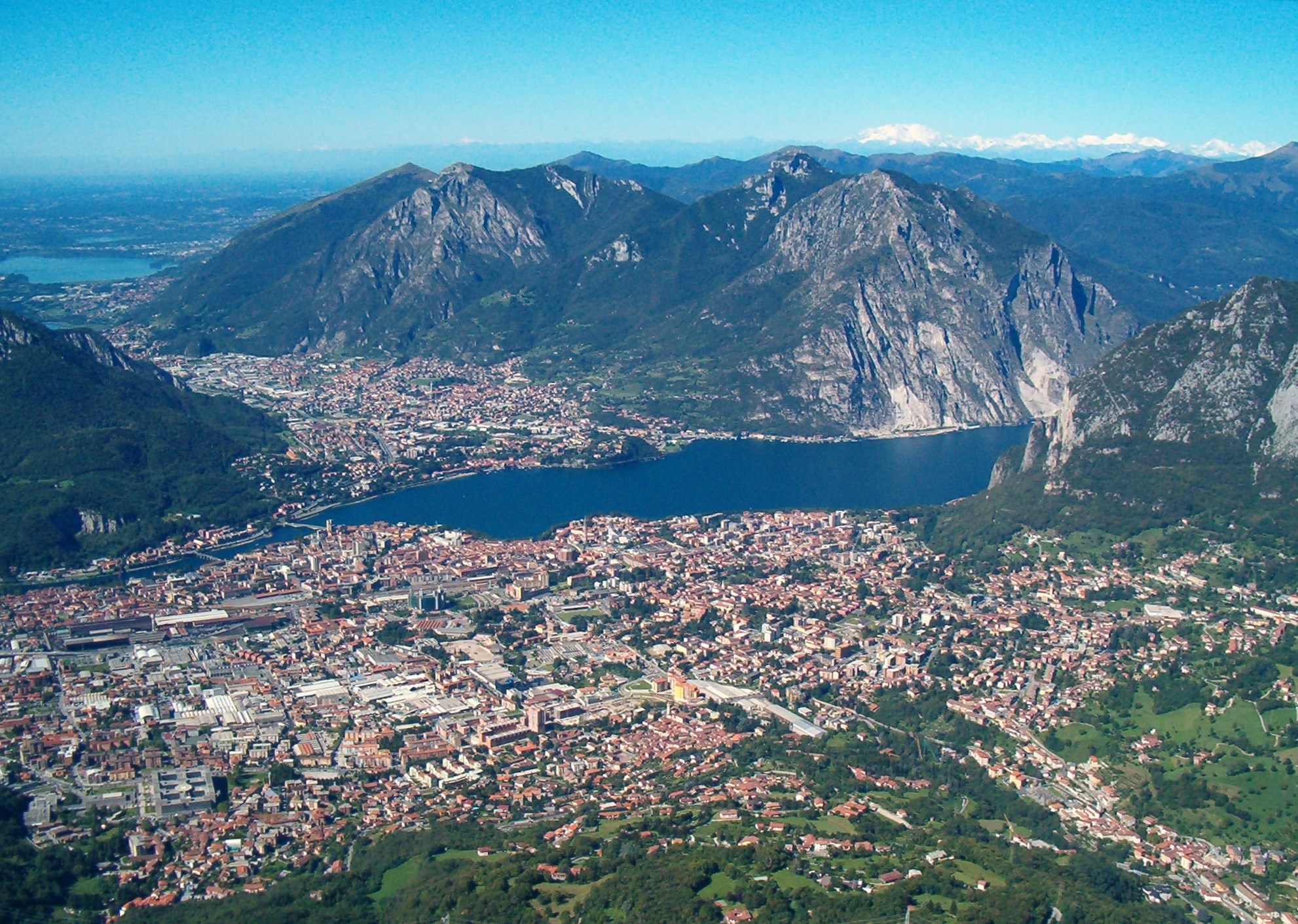
Lecco vista dalla stazione d'arrivo della funivia dei Piani d'Erna

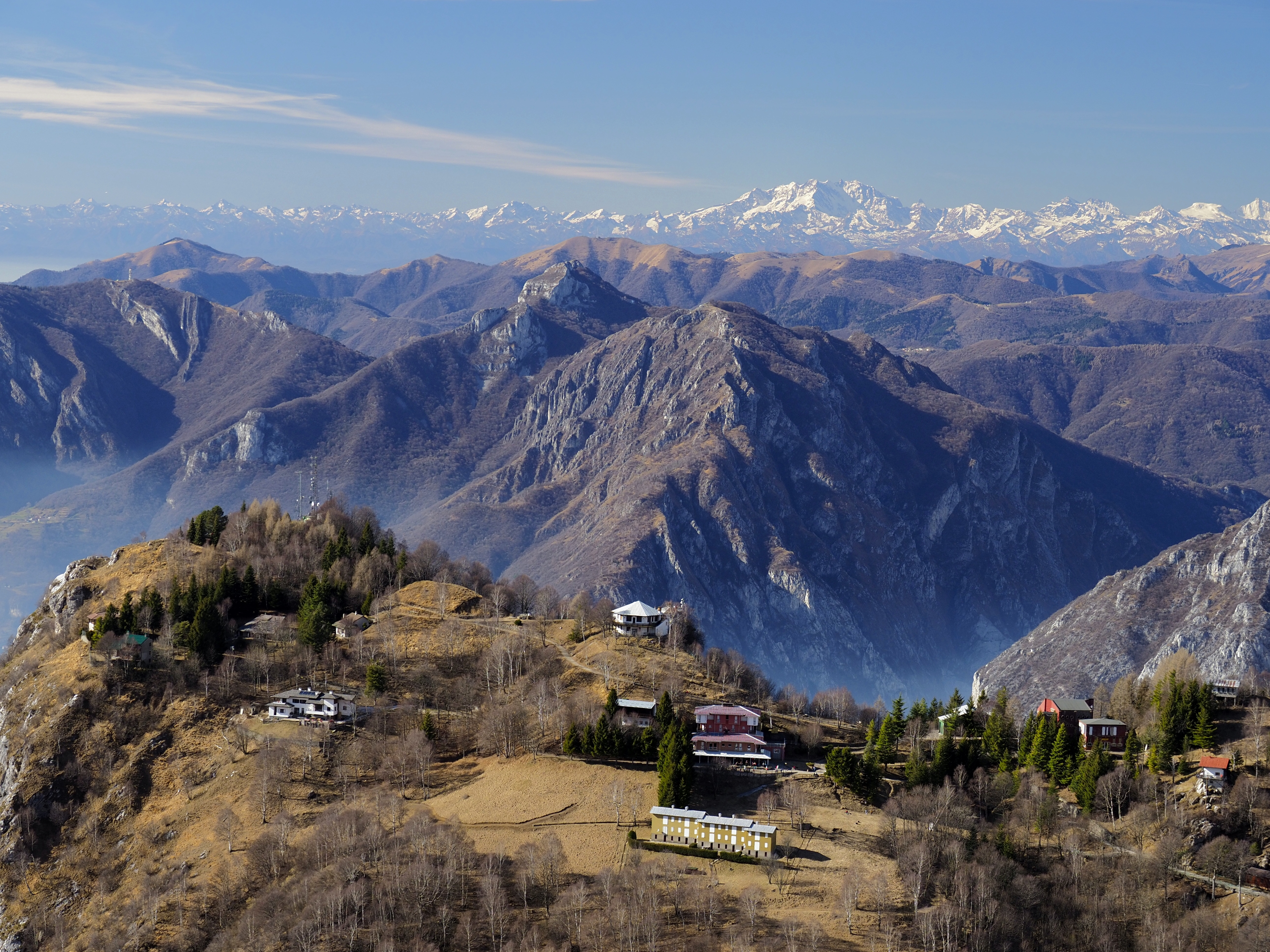
Vista sui piani. Sullo sfondo, il massiccio del Monte Rosa.

La funivia che porta ai Piani d'Erna fu realizzata nel 1965 e la località iniziò ad essere meta di escursionisti durante la stagione estiva e di sciatori durante il periodo invernale. Fu, infatti, realizzato un piccolo comprensorio sciistico, che arrivò a contare una manovia per principianti e quattro skilift, denominati Chignolo, Roccia, Teggia e Bocca 2. Gli impianti godevano di buona frequentazione, grazie all'estrema vicinanza con la città di Lecco.
Negli anni novanta, però, la diminuzione delle nevicate creò difficoltà all'apertura regolare degli impianti, che nelle stagioni più difficili funzionavano solo per poche settimane. I gestori si trovarono così in difficoltà. Oltretutto nei primi anni del nuovo millennio gli impianti della stazione, funivia compresa, erano ormai tutti prossimi alla loro scadenza di "vita tecnica" e per restare attivi avrebbero dovuto essere quasi totalmente ricostruiti.
Nel 2006 gli enti territoriali locali (Provincia e Comune di Lecco), decisero di affidare la gestione della stazione ad una nuova società, che avrebbe dovuto impegnarsi nell'intervento di rinnovo della funivia. La scelta ricadde sulle Imprese Turistiche Barziesi, già impegnate nella gestione delle località dei Piani di Bobbio e dei Piani di Artavaggio.
La funivia, completamente rinnovata, riprese a funzionare nell'estate 2008. Il futuro dei Piani d'Erna non sarebbe stato più quello di località sciistica, ma di area divertimenti estiva ed invernale, oltre a restare un importante punto di partenza per le escursioni verso il Resegone. Fu, infatti, deciso di non riattivare più gli impianti sciistici. La località vide, quindi, la realizzazione di un parco avventura, attivo durante la stagione estiva, e l'installazione di un tapis roulant, a servizio di una pista di tubing in estate e di una per snow-tubing, bob e slittini durante l'inverno.

### Rifugi
- Rifugio Antonio Stoppani, 890 m s.l.m.
- Rifugio Marchett, 1256 m s.l.m.